# Erik X. Knutsson
Erik X. Knutsson (asi 1180 – 10. dubna 1216) byl králem Švédska v letech 1208–1216. V době, kdy se stal králem, byl také známý jako Erik, který přežil („Erik som överlevde“), protože byl posledním přeživším synem Knuta I. a jeho manželky, pravděpodobně Cecílie Johansdotter.
Odkazování na Erika Knutssona jako na Erika X. je až pozdější vymoženost z doby Erika XIV. (1560–68). Ten a jeho bratr Karel IX. (1604–1611) přijali toto číslování na základě fiktivních švédských dějin. Počet švédských vládců jménem Erik před Erikem XIV. není přesně známý.
Erik Knutsson byl prvním švédským králem, který byl korunován.

## Mládí
Když v roce 1195 Erikův otec Knut zemřel, všichni jeho synové byli ještě děti. Erik z nich zjevně nebyl nejstarší. Díky vlivu mocného jarla Birgera Brosy byl králem zvolen Sverker II. z konkurenční dynastie Sverkerů.
Synové krále Knuta zůstali žít u dvora až do roku 1203, kdy jeho bratři a rodina obnovili své nároky na trůn. Sverker to samozřejmě nestrpěl, a tak se Erik a jeho bratři uchýlili do Norska. V roce 1205 se bratři vrátili do Švédska s norskou podporou. V bitvě u Älgaråsu ale byli poraženi a všichni tři Erikovi bratři – Jon, Joar a Knut – byli zabiti. V roce 1208 se Erik znovu vrátil do Švédska s norskými jednotkami a Sverkera porazil v bitvě u Leny. Sverker byl donucen odejít do dánského exilu. Erik se stal králem, v roce 1210 ale znovu svedl se Sverkerem bitvu u Gestilrenu, kde byl Sverker podruhé poražen a tentokrát i zabit.
V té době se Erik X. oženil s Rixou Dánskou, sestrou dánského krále Valdemara II. Dánsko tradičně podporovalo Sverkerovce a Erik se tak snažil získat dánskou podporu.
Erik X. zemřel náhle v horečkách v roce 1216 na hradě Näs a pohřbený je v klášteře Varnhem. Jeho syn a pozdější nástupce Erik se narodil už jako pohrobek.

## Potomci
- Žofie Eriksdotter († 1241)
- Martha Eriksdotter
- Ingeborg Eriksdotter († 1254), manželka jarla Birgera
- Marianna, manželka pomořanského vévody
- Erik XI. (1216–1250)